# Jean-Philippe Nault

Wappen von Jean-Philippe Nault als Bischof von Digne

Jean-Philippe Paul Nault SJMV (* 13. April 1965 in Paris) ist ein französischer Geistlicher und römisch-katholischer Bischof von Nizza.

## Leben
Jean-Philippe Nault empfing am 5. Juli 1998 durch den Bischof von Belley-Ars, Guy Bagnard, das Sakrament der Priesterweihe. Nault trat der Société Jean-Marie Vianney bei.
Am 7. November 2014 ernannte ihn Papst Franziskus zum Bischof von Digne. Der Erzbischof von Marseille, Georges Pontier, spendete ihm am 17. Januar 2015 die Bischofsweihe; Mitkonsekratoren waren der Bischof von Belley-Ars, Pascal Marie Roland, und der Bischof von Ajaccio, Olivier de Germay.
Papst Franziskus bestellte ihn am 9. März 2022 zum Bischof von Nizza. Die Amtseinführung erfolgte am 8. Mai desselben Jahres.

## Zitat
In einem Interview, das er der Wochenzeitschrift Famille chrétienne gab, sagte Bischof Nault:

„Dans un diocèse rural comme le mien, un des plus pauvres de France...Par notre fonctionnement habituel, nous ne sommes pas loin du minimum vital. Il est difficile de davantage „serrer la vis“, tandis que nous n'avons pas de réserves.“

```
 (In einem ländlichen Bistum wie meinem, einem der ärmsten Frankreichs...So wie wir normalerweise funktionieren, sind wir hart am Existenzminimum. Noch sparsamer vorzugehen, ist kaum möglich. Und Reserven haben wir keine.)
```